# Будславская белорусская гимназия
1-я Будславская белорусская гимназия — среднее общеобразовательное учебное учреждение в 1917-1919гг. в местечке Будслав (сейчас Мядельский район).
В октябре 1917 г. на волосном сходе было решено открыть гимназию на базе белорусской начальной школы. Главным организатором являлся Эдвард Будько, первым директором - Иосиф Василевич. Официальное открытие состоялось в январе 1918 года. В 1918/1919 учебном году действовала 1-я ступень гимназии: 2 подготовительных, а также 4 полных класса. В ней обучалось более 300 сельских детей обоих полов из окрестных деревень. При этом весь курс преподавания был построен на белорусском языке. Преподавание велось по следующим предметам: пение, рисование, ремесла и сельскохозяйственная наука. В ней преподавали пчеловод-садовод и священники - православный, католический и раввин. В гимназии действовал культурно-просветительский кружок "Веночек". С его помощью в местечке были созданы клуб и библиотека, действовали хор, театр и струнный оркестр.
После провозглашения независимости Белорусской народной республики попечителем гимназии стал Народный секретариат БНР. Учебники присылались из Вильно и Гродно. Во время немецкой оккупации местный помещик Оскерко заявил свои претензии по поводу того, что школа занимала его частный дом. 2 октября 1918 года Народный секретариат БНР обратился в штаб Х германской армии с просьбой не выселять гимназию из дома Оскерко в административном порядке. В 1918 г. начинается строительство гимназии на основе проекта, разработанного в традициях национального зодчества виленским архитектором Леоном Витан-Дубейковским. Построить новое помещение планировалось к весне 1919 года. На строительство Народным секретариатом БНР было ассигновано 60 тысяч марок и выдана особая Уставная грамота. С приходом польских властей ситуация с преподаванием на белорусском языке значительно ухудшилась. Осенью 1919 года гимназия была закрыта. Многочисленные протесты, вызванные этим событием, остались без внимания властей.
В гимназии обучался Винцент Жук-Гришкевич - известный белорусский деятель эмиграции.